# Croix de la Vaillance de la Marine (Vietnam)
Pour les articles homonymes, voir Croix de la Vaillance.
La Croix de la Vaillance de la Marine (en vietnamien: Hải-Dũng Bội-Tinh) était une décoration militaire du Sud-Vietnam décernée à tout militaire ayant fait preuve d'un combat méritoire ou héroïque lors d'opérations navales au profit du Sud-Vietnam. La médaille était décernée à la fois pour le service au combat et le service hors combat et était l'équivalent de la Legion of Merit des États-Unis.
La Croix de la Vaillance de la Marine a également été décernée à des membres de forces militaires étrangères, à condition que ces derniers aient été engagés dans un soutien opérationnel direct au Viêt Nam et que ces actions navales aient bénéficié à l'armée vietnamienne. Les officiers de la marine américaine recevaient fréquemment la Croix de la Vaillance de la Marines.
Des décorations similaires existaient pour le service général et le service aérien, et étaient connues sous le nom de Croix de la Vaillance et Croix de la Vaillance de l'Armée de l'air. Il s'agit de décorations distinctes de la Croix de la Vaillance de la Marine, qui se décline en trois grades différents : avec Ancre d'or, Ancre d'argent et Ancre de bronze.

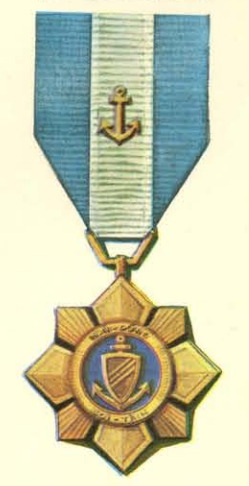
Médaille avec Ancre de bronze
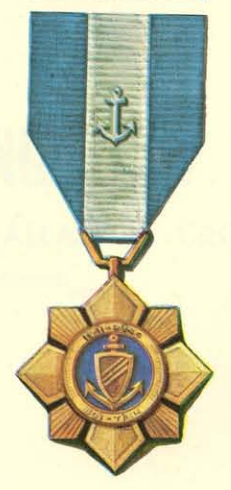
Médaille avec Ancre d'argent
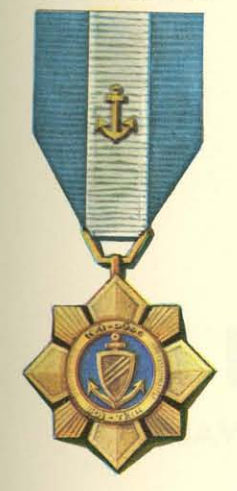
Médaille avec Ancre d'or

Ruban avec Ancre de bronze
Ruban avec Ancre d'argent
Ruban avec Ancre d'or

## Source
- (en) Cet article est partiellement ou en totalité issu de l’article de Wikipédia en anglais intitulé « Navy Gallantry Cross » (voir la liste des auteurs).